# Kim Byung-chul
Kim Byung-chul (hangul: 김병철; nascido em 5 de julho de 1974) é um ator sul-coreano. Ele é mais conhecido por interpretar Cha Min-hyuk na série de televisão Sky Castle (2018–2019). Ele alcançou a fama atuando em dramas de sucesso como Descendants of the Sun (2016), Guardian: The Lonely and Great God (2016–2017), All of Us Are Dead (2022–presente) e Doctor Cha (2023).

## Início da vida e carreira
Kim Byung-Chul nasceu em 5 de julho de 1974, em Andong, uma cidade na Província de Gyeongsang do Norte, Coreia do Sul. Ele descobriu seu amor pela atuação quando estava no terceiro ano do ensino médio, disse em uma entrevista. Nos primeiros tempos de sua carreira de ator, ele até mesmo ensinou atuação como uma disciplina opcional para alunos do ensino fundamental. Ele estreou em 2001 com uma peça de teatro.

## Filmografia

### Cinema
| Ano  | Título                               | Personagem                           |
| ---- | ------------------------------------ | ------------------------------------ |
| 2003 | Hwangsanbul                          | Espião de Silla                      |
| 2004 | R-Point                              | Cabo Joh Byung-hoon                  |
| 2007 | Bunt                                 | Árbitro                              |
| 2007 | Hwang Jin Yi                         | Funcionário público de baixa patente |
| 2007 | Riteon                               | Gerente de necrotério                |
| 2007 | Punch Lady                           | Gye Sung-ha                          |
| 2008 | GP 506                               | Sargento da equipe Yoon (hoje)       |
| 2009 | Geu-rim-ja sal-in                    | Ajudante (oficial assistente)        |
| 2010 | Twilight Gangsters                   | Agente de viagens                    |
| 2010 | Sex Volunteer: Open Secret 1st Story | Myung-joon                           |
| 2010 | Dreams Come True                     | Sargento Kang                        |
| 2011 | Quick                                | Detetive Park                        |
| 2012 | Misseu Go                            | Dokgaegoori ("Poison Frog")          |
| 2013 | Precious Love                        | Irmão de On-yoo                      |
| 2015 | Misseu Waipeu                        | Jin-man                              |
| 2016 | Musudan                              | Jak Jeon-gwan                        |
| 2018 | The Discloser                        | Gerente Hwang                        |
| 2018 | Stand by Me                          | Seguro Funerário Poongnam            |
| 2018 | The Backstreet Noir                  | Bae Chang-do                         |

### Séries de televisão
| Ano  | Título                             | Personagem                             |
| ---- | ---------------------------------- | -------------------------------------- |
| 2006 | Coma                               |                                        |
| 2010 | The Scarlet Letter                 | Park Joong-goo                         |
| 2014 | Modern Farmer                      | Chefe de Han-chul                      |
| 2015 | The Missing                        | Kang Yoon-goo                          |
| 2015 | Cheo Yong                          | infrator (ep. 9)                       |
| 2016 | Descendants of the Sun             | Tenente-coronel Park Byung-soo         |
| 2016 | Mrs. Cop 2                         | Min Jong-bum                           |
| 2016 | Dramaworld                         | Ele mesmo                              |
| 2016 | Love in the Moonlight              | Professor do príncipe herdeiro (Cameo) |
| 2016 | Shopping King Louie                | Lee Kyung-kook                         |
| 2016 | Guardian: The Lonely and Great God | Park Joong-won                         |
| 2017 | Tunnel                             | Kwak Tae-hee                           |
| 2017 | The Emperor: Owner of the Mask     | Kim Woo-jae                            |
| 2018 | Return                             |                                        |
| 2018 | Live                               |                                        |
| 2018 | Mr. Sunshine                       | Il-sik                                 |
| 2018 | Sky Castle                         | Cha Min-hyuk                           |
| 2019 | Doctor Prisoner                    | Seon Min-sik                           |
| 2019 | Pegasus Market                     | Jung Bok-dong                          |
| 2021 | Sisyphus: The Myth                 | Sigma                                  |
| 2022 | All of Us Are Dead                 | Lee Byung-chan                         |
| 2023 | Doctor Cha                         | Seo In-ho                              |
| 2024 | Perfect Family                     | Choi Jin-hyeok                         |

## Prêmios e indicações
| Ano  | Associações               | Categoria                           | Nomeações                          | Resultado |
| ---- | ------------------------- | ----------------------------------- | ---------------------------------- | --------- |
| 2017 | 10th Korea Drama Awards   | Prêmio de Personagem Popular        | Guardian: The Lonely and Great God | Venceu    |
| 2019 | 55th Baeksang Arts Awards | Melhor Ator Coadjuvante – Televisão | Sky Castle                         | Venceu    |
| 2019 | KBS Drama Awards          | Melhor Ator Coadjuvante             | Doctor Prisoner                    | Venceu    |